# كروماتين الأملاح والفلفل

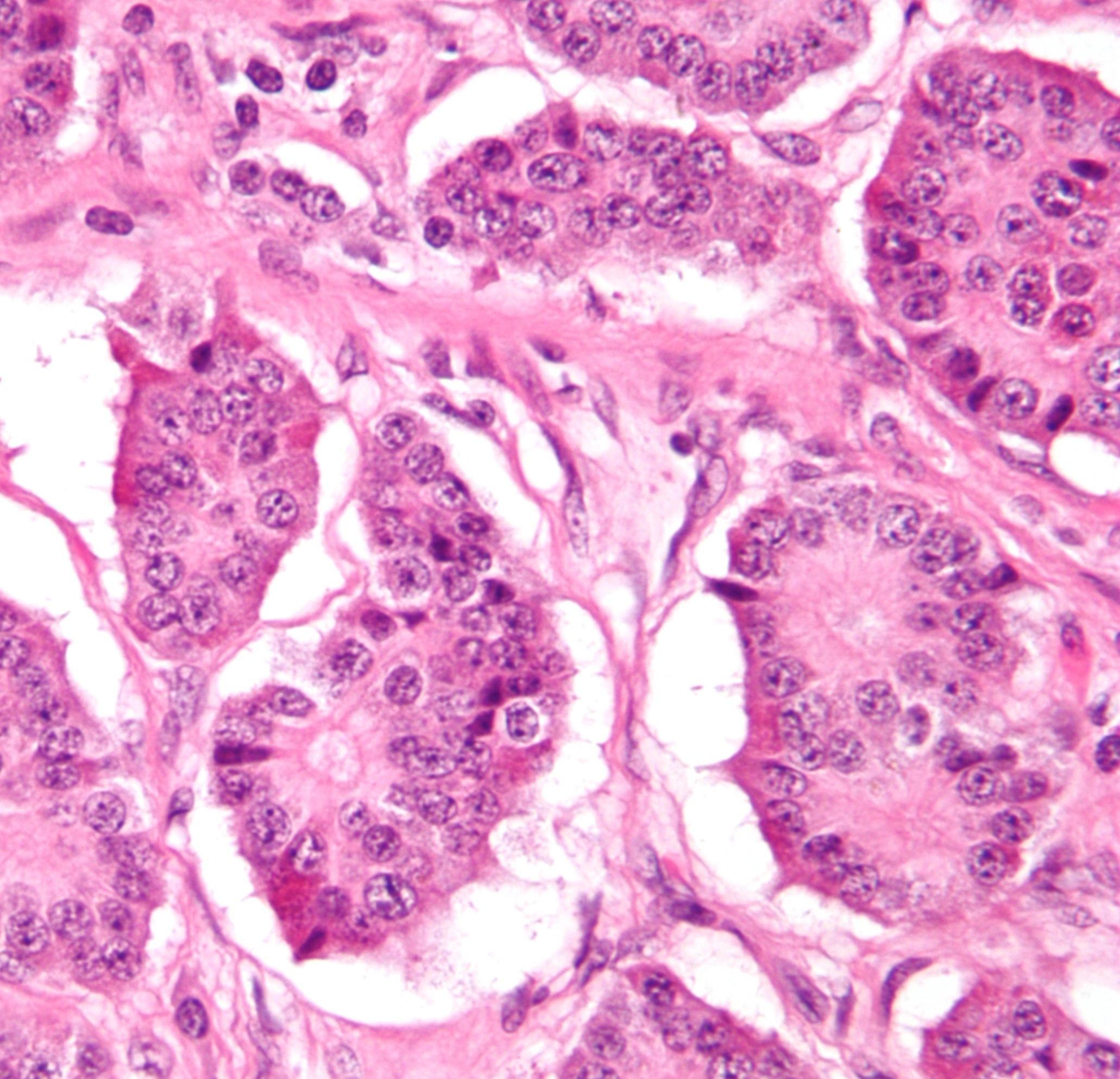
ورم الغدد الصم العصبية في الأمعاء الدقيقة بسبب كروماتين الأملاح والفلفل. صبغة الهيماتوكسيلين والأيوزين.

في علم الأمراض، يشير كروماتين الأملاح والفلفل، أو  نويات الأملاح والفلفل، والكروماتين المرقط، إلى نواة الخلية التي تبين الكروماتين الحبيبي (على المجهر الضوئي (light microscopy)).
وعادةً ما تتم رؤية كروماتين الأملاح والفلفل في أورام الغدد الصماء مثل سرطان الغدة الدرقية النخاعية، وورم الغدد الصم العصبية tumour)s وورم القواتم 

## معرض صور

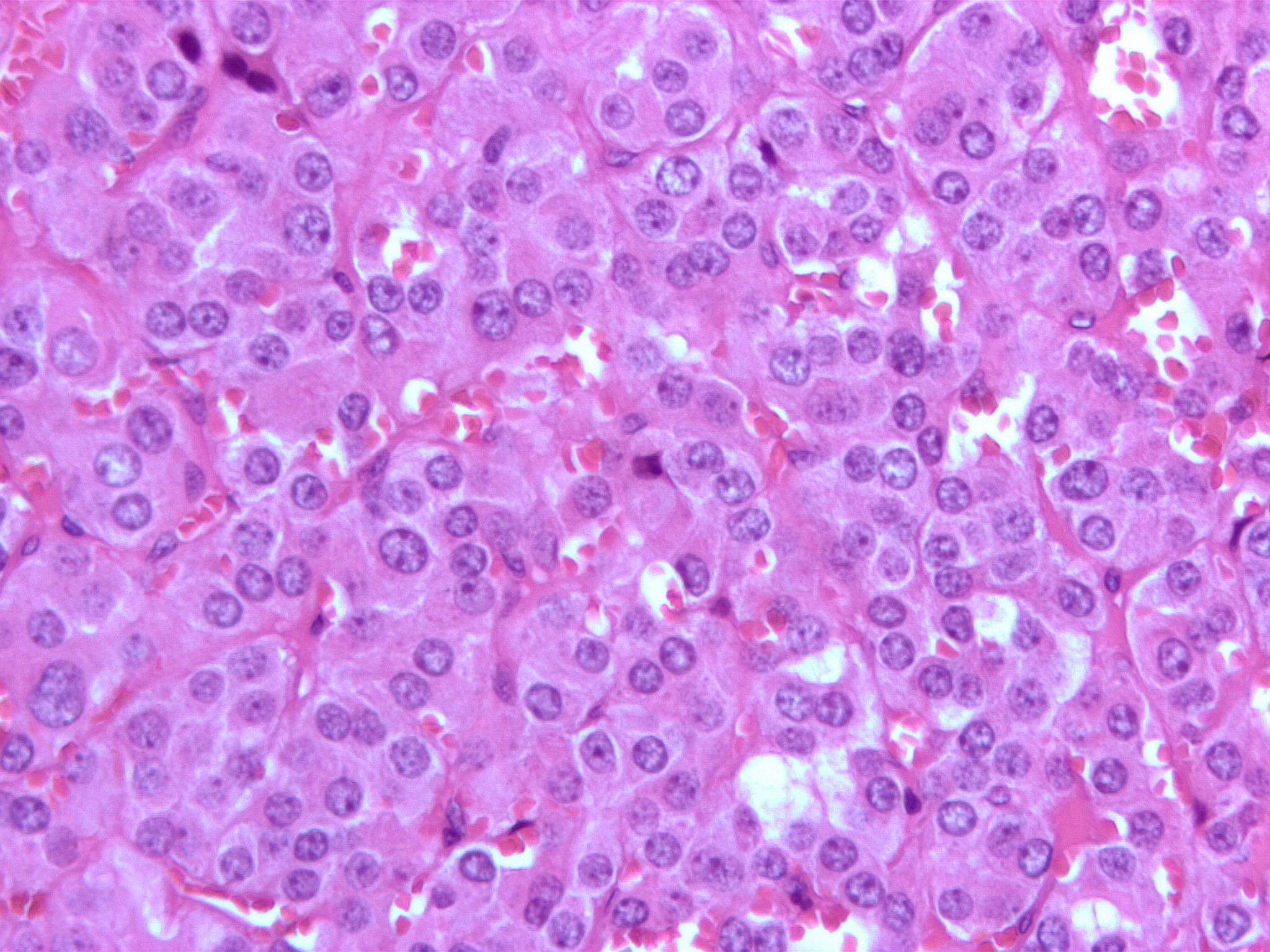
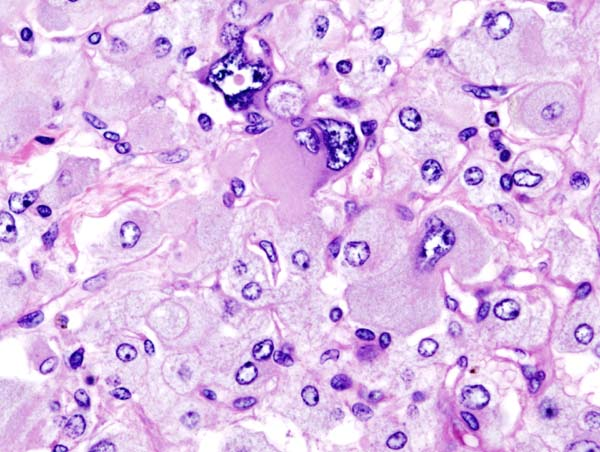
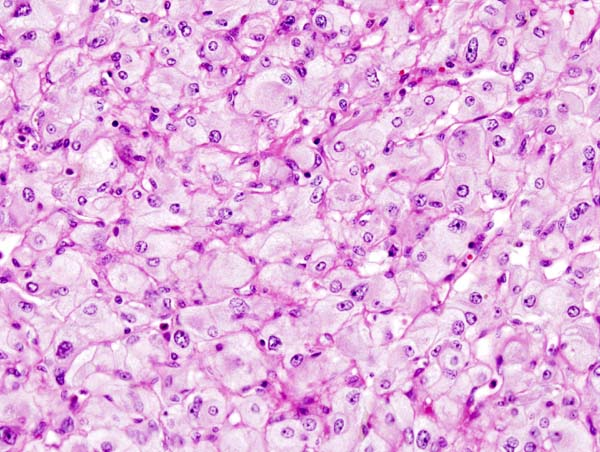

## وصلات خارجية
- Salt-and-pepper chromatin - nature.com.
- Salt-and-pepper nucleus - upmc.edu.